# عزيز موهوب
عزيز موهوب (2 مارس 1939 - 3 مارس 2019) واسمه الحقيقي هو عبد العزيز بوعليل، هو ممثل مغربي تخرّج من مدرسة التمثيل سنة 1962 ثمّ حصل في نفس السنة على دبلوم المسرح. قدّمَ عزيز عدة أعمال فنيّة وسينمائيّة بما في ذلكَ مسلسل شجرة الزاوية سنة 2003 بالإضافة إلى أعمال مسرحية متنوعة.

## سيرته الذاتية
وُلد عبد العزيز بوعليل في 2 مارس 1939 بمدينة مراكش،  تخرج سنة 1962 من مدرسة التمثيل للأبحاث المسرحية.
شارك في تأسيس النقابة الوطنية لمهنيي المسرح. وخلال مسيرته الفنية، شارك في عدة أعمال مسرحية وأصبح، ينظر له على نطاق واسع كأيقونة في المسرح المغربي. 
كممثل في التلفزيون والسينما، شارك خلال مسيرته في العديد من الأعمال، من بينها المسلسل التلفزيوني شجرة الزاوية (2003) وفيلم خط الرجعة (2005).

## قائمة أعماله
هذه قائمة بأبرز أعمال الممثل عزيز موهوب:
- الحياة كفاح (1968)
- شمس الربيع (1969)
- غدا لن تتبدل الأرض (1974)
- الثمن (1993)
- الساس (1998)
- من دار لدار (1999)
- أولاد الناس (1999)
- جاني أم بريء (2000)
- مطعم صوفيا (2000)
- شجرة الزاوية (2003)
- خط الرجعة (2005)
- عودة منصور (2007)

## الجوائز
حصل عزيز موهوب على وسام ملكي للمكافأة الوطنية من درجة قائد سنة 2015.

## الوفاة
تُوفيّ عزيز موهوب في 3 مارس 2019 في أحد مستشفيات مدينة الرباط بعد معاناة مع أمراض الشيخوخة. وجرى تشييع جثمانه يوم الاثنين 4 مارس 2019 بعد صلاتي الظهر والجنازة بمسجد الأنصار بحي الرياض بمدينة الرباط، في موكب جنائزي مهيب، إلى مثواه الأخير بمقبرة سيدي مسعود بنفس الحي.

## روابط خارجية
- عزيز موهوب على موقع IMDb (الإنجليزية)
- عزيز موهوب على موقع قاعدة بيانات الأفلام العربية